# Oreorchis micrantha
Oreorchis micrantha är en orkidéart som beskrevs av John Lindley. Oreorchis micrantha ingår i släktet Oreorchis och familjen orkidéer. Inga underarter finns listade i Catalogue of Life.